# Lucija Polavder
Lucija Polavder (Celje, 15 de desembre de 1984) és una esportista eslovena que va competir en judo.
Va participar en tres Jocs Olímpics, entre els anys 2004 i 2012, obtenint una medalla de bronze a Pequín 2008, en la categoria de +78 kg. Va guanyar una medalla de plata al Campionat Mundial de Judo de 2007 i vuit medalles al Campionat Europeu de Judo entre els anys 2003 i 2013.

## Palmarès internacional
| Jocs Olímpics     | Jocs Olímpics             | Jocs Olímpics | Jocs Olímpics |
| Any               | Lloc                      | Medalla       | Categoria     |
| ----------------- | ------------------------- | ------------- | ------------- |
| 2008              | Pequín ( R.P. de la Xina) | 3             | +78 kg        |
| Campionat Mundial |                           |               |               |
| Any               | Lloc                      | Medalla       | Categoria     |
| 2007              | Rio de Janeiro ( Brasil)  | 2             | Oberta        |
| Campionat Europeu |                           |               |               |
| Any               | Lloc                      | Medalla       | Categoria     |
| 2003              | Düsseldorf ( Alemanya)    | 3             | Oberta        |
| 2006              | Tampere ( Finlàndia)      | 3             | +78 kg        |
| 2007              | Belgrad ( Sèrbia)         | 3             | +78 kg        |
| 2008              | Lisboa ( Portugal)        | 3             | +78 kg        |
| 2010              | Viena ( Àustria)          | 1             | +78 kg        |
| 2011              | Istanbul ( Turquia)       | 3             | +78 kg        |
| 2012              | Txeliàbinsk ( Rússia)     | 2             | +78 kg        |
| 2013              | Budapest ( Hongria)       | 1             | +78 kg        |